# محمود الروسان
محمود أحمد الروسان (1922 - 1980) عسكري وشاعر أردني. ولد في بلدة سما الروسان بمحافظة إربد وأنهى دراسته الإعدادية والثانوية المتوسطة في مدرسة عمان، والثانوية العامة في مدرسة السلط 1941. درّس في إعدادية الهاشمية في مدينة عمّان، ثم التحق بالخدمة العسكرية مرشّح ضابط في الجيش الأردني سنة 1943. وسجلت كتيبته وكان أركان حربها انتصارات على الجيش الإسرائيلي في 1948 في باب الواد واللطرون وبوابة القدس، فمنح وسام الإقدام العسكري في الميدان. ثم عمل ملحقًا عسكريًا في واشنطن، فحصل على شهادة جامعية متخصصة بالإدارة العامة. ثم الماجستير في العلوم السياسية والعلاقات والمنظمات الدولية. وفي 1965 انتخب نائبًا في مجلس النواب الأردني عن محافظة إربد. له دواوين شعرية وكتب نثرية ودراسات. 

## سيرته
ولد محمود أحمد الروسان في بلدة بلدة سما الروسان من محافظة إربد سنة 1922 ونشأ بها وينحدر من أسرة عسكرية ذات بعد قومي. تلقى دراسته الأولى في مدينة إربد، ثم انتقل إلى عمان ودرس فيها المرحلة المتوسّطة، وأنهى دراسته الثانوية في مدرسة السلط، 1941.

عمل معلّماً في إعدادية الهاشميّة في عمان 1942 مدة قصيرة ثم التحق بالخدمة العسكرية، وتخرّج برتبة مرشح ضابط في الجيش الأردني.
اشترك في حرب 1948، وخاض معارك باب الواد واللطرون وبوابة القدس، وسجلت كتيبته وكان أركان حربها انتصارات فمنح وسام الإقدام العسكري في الميدان.

تدرّج في الرتب العسكرية، فعمل ملحقاً عسكرياً في واشنطن ما بين 1953 - 1956، وخلال عمله هذا حصل على شهادة جامعية متخصّصة بالإدارة العامة.

في أواخر عام 1956 ثمّ عيّن وزيراً مفوّضاً في واشنطن وفي أثناء ذلك حصل على شهادة الماجستير في العلوم السياسيّة والعلاقات والمنظّمات الدوليّة. وفي عام 1958 شغل منصب المدير العام للإحصاءات. اتهم بالتعاون مع النظام المصري والتخطيط لانقلاب، الأمر الذي أدى إلى إصدار حكم بسجنه عشرة أعوام أمضى منها أربع سنوات في منفى الجفر الصحراوي وأفرج عنه عام 1963.  ثم انتخب نائباً في مجلس النوّاب الأردني عن محافظة إربد.

توفي محمود الروسان في 1980.

## مؤلفاته
من دواوينه الشعرية:
- على دروب الكفاح، 1960
- دموع وأناشيد إلى عائدة، 1980.
- عصارة روح، 1980.

من كتبه:
- فلسطين وتدويل القدس، بالإنجليزية، وهي رسالته لنيل شهادة الماجستير، 1965
- الدروس الحربية لضّباط الجيش العربي الأردني، 1946
- معارك باب الواد واللطرون، 1949

## وصلات خارجية
- في موقع أرشيف المجلات